# Miris striatus
Miris striatus is een blindwants uit de onderorde der wantsen. De soort werd vermeld door Carl Linnaeus in zijn Systema naturae uit 1758. 

## Algemeen
Miris striatus is een algemeen voorkomende wants in Nederland die met name in bossen te vinden is.

## Uiterlijk
Miris striatus is een wants die gemiddeld 11 millimeter groot wordt. Het lichaam is geheel zwart en draagt gele strepen. De poten zijn zwart met rode dijen. De soort lijkt sterk op de kleinereRhabdomiris striatellus; die heeft echter een cuneus met een zwarte top.

## Vliegtijd
De soort komt tussen april en juni voor in Nederland.